# Jean Daniélou
Jean-Guenolé-Marie Daniélou S.J. (Neuilly-sur-Seine, 14. svibnja 1905. – Pariz, 20. svibnja 1974.) bio je francuski isusovac, teolog, kardinal, patrolog i povjesničar te član Académie Française.
Glavna su mu djela:
- „Origen” (Origène, 1948.)
- „Teologija judeo-kršćanstva” (Théologie du Judéo-Christianisme, 1958.)
- „Crkva apostola” (L’Église des apôtres, 1970.)

### Mrežna sjedišta
- Daniélou, Jean. www.enciklopedija.hr. Pristupljeno 11. lipnja 2023.